# HMS Bellona (1909)
A HMS Bellona egyike volt a Brit Királyi Haditengerészet két Boadicea-osztályú felderítőcirkálójának. A hajót 1909. március 20-án bocsátották vízre a Pembroke Dockyard hajógyárból, majd 1910 februárjában fejezték be építését.
A Boadicea-osztályt arra tervezték, hogy ötvözze a rombolók gyorsaságát a könnyűcirkálók tűzerejével, de a későbbi tapasztalatok alapján ez hibás koncepció volt. 25 csomós sebességével éppen elég gyors volt, hogy 1909-ben együtt tudjon hajózni a 2. raj River-osztályú rombolóival. Mikor 1912-ben az új, 27 csomós sebességgel haladó Acorn-osztályú rombolók hadrendbe álltak, a Bellonát kivették a hajórajból.
1914 augusztusában, az első világháború kitörésekor, a Bellonát a Nagy Flotta Scapa Flow-ban állomásozó 1. csata rajához rendelték. A hajó jelen volt a jütlandi csatánál is, de biztonsági okokból a flotta hátuljához küldték, amíg a nagyobb hajók megküzdöttek az ellenséggel, így ténylegesen nem vett részt a harcokban. 1917 júniusában a cirkálót átalakították aknatelepítő hajóvá, majd négy küldetése során 306 aknát telepített a vízbe. A hajó a háború után feleslegessé vált, ezért 1919-ben kivonták a hadrendből, majd 1921. május 9-én eladták szétbontásra a lelanti Thos W Wardnak.